# Герб Хорошева

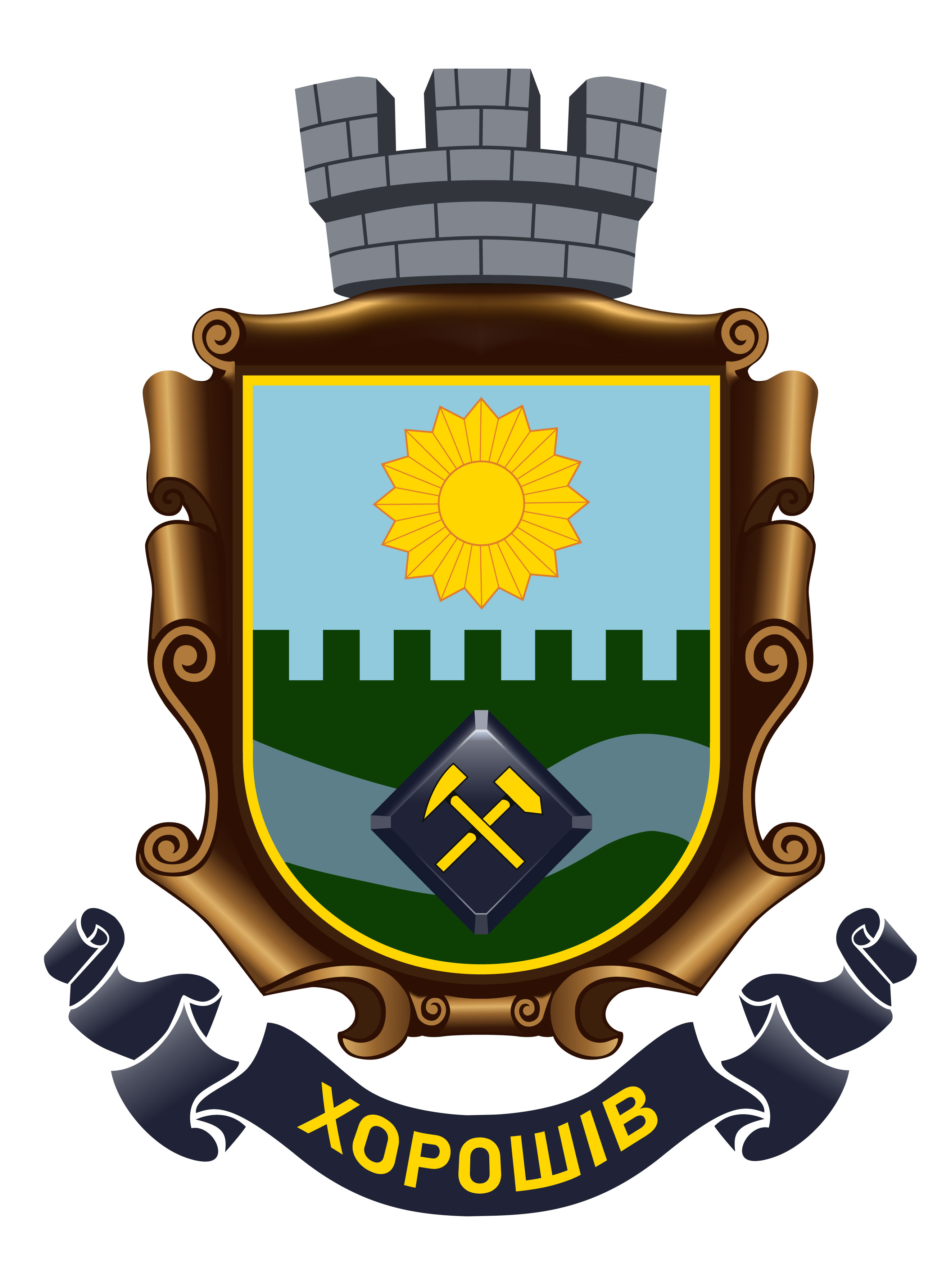
Герб Хорошева

Герб Хорошева — офіційний геральдичний символ селища Хорошів Житомирської області, затверджений 5 сесією VII скликання Хорошівської селищної ради 7 червня 2016 року.

## Опис герба
Малий герб являє собою щит іспанського типу, що горизонтально пересічений на дві рівні частини. Нижня частина зверху завершується зубчастою стіною. Геральдичний колір верхньої частини є синій, а колір нижньої частини - зелений. Синій колір означає славу і вірність (наших предків), зелений - свободу та надію (на краще життя). У верхній частині посередині розміщена гербова фігура (природна) сонця, полуденного з 16 променями золотого кольору.
Великий герб являє собою вищеописаний малий герб із відповідними гербовими фігурами і геральдичними кольорами, який накладено на декоративний картуш бронзового кольору. Картуш увінчано мурованою короною з трьома зубцями срібного кольору згідно з вимогами Українського геральдичного товариства. Знизу картуш перевитий девізною стрічкою, на якій є надпис золотими літерами - Хорошів.
Автором Герба є Ігор Цвіра

## Символіка
Сонце - найдавніший космічний символ людства, символ світла та багатства, а його повний диск означає розквіт краю. Це підсилено золотим кольором природної фігури, що також тлумачиться як багатство (краю та людей). Зубчаста оборонна стіна з сімома зубцями (штучна фігура) прямо вказує на історію виникнення селища, яке росло і формувалося навколо пізньосередньовічного замку. В нижній частині посередині розташовується штучна фігура ювелу (кристал моріону) у вигляді ромба чорного кольору (відповідно природного кольору моріону) з чіткими фасками. На ювелі схрещені 2 молотки (геологічний, гірничий) золотого кольору. Емблема ювела накладена на хвилясту горизонтальну смугу синього кольору. Ця природна фігура вказує на річку Іршу, навколо якої розташоване селище Хорошів із замчищем. Ювел вказує на основне багатство краю – скарби Волинського родовища камерних пегматитів, з яким пов’язана історія розквіту селища. Геологічний і гірничий молотки символізують працю геологів, гірників, а золотий колір гербової фігури означає повагу до людей, які створюють багатства Хорошева.